# Канцем
Канцем (нем. Kanzem) — община в Германии, в земле Рейнланд-Пфальц. 
Входит в состав района Трир-Саарбург. Подчиняется управлению Конц.  Население составляет 643 человека (на 31 декабря 2010 года). Занимает площадь 4,29 км².